# Врхје
Врхје (словен. Vrhje) је насељено место у општини Брежице, Посавска регија, Словенија.

## Историја
До територијалне реорганизације у Словенији биле су у саставу старе општине Брежице.

## Становништво
У попису становништва из 2011. године, Врхје је имале 227 становника.
| Број становника према пописима | Број становника према пописима | Број становника према пописима |
| ------------------------------ | ------------------------------ | ------------------------------ |
| 1991                           | 2002                           | 2011                           |
| 227                            | 211                            | 227                            |